# Bednarz (dopływ Kamieńczyka)
Bednarz (niem. Büttner Floss) – górski potok, prawy dopływ Kamieńczyka.
Źródła potoku znajdują się na wysokości 920–980 m n.p.m., na północnym zboczu Szrenicy (Karkonoski Park Narodowy) i składają się z licznych potoczków. Ujście jest w Szklarskiej Porębie Górnej na wysokości 620 m n.p.m.